# Reichs-Limeskommission
Die Reichs-Limeskommission (RLK) sollte den Verlauf des Obergermanisch-Raetischen Limes und die Lage der zugehörigen Kastelle aus der Römerzeit erforschen. Sie war die erste Institution, die sich nach der Reichseinigung von 1871 länderübergreifend mit einem historischen Projekt beschäftigte.

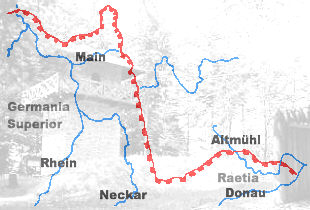
Verlauf des Obergermanisch-Raetischen Limes

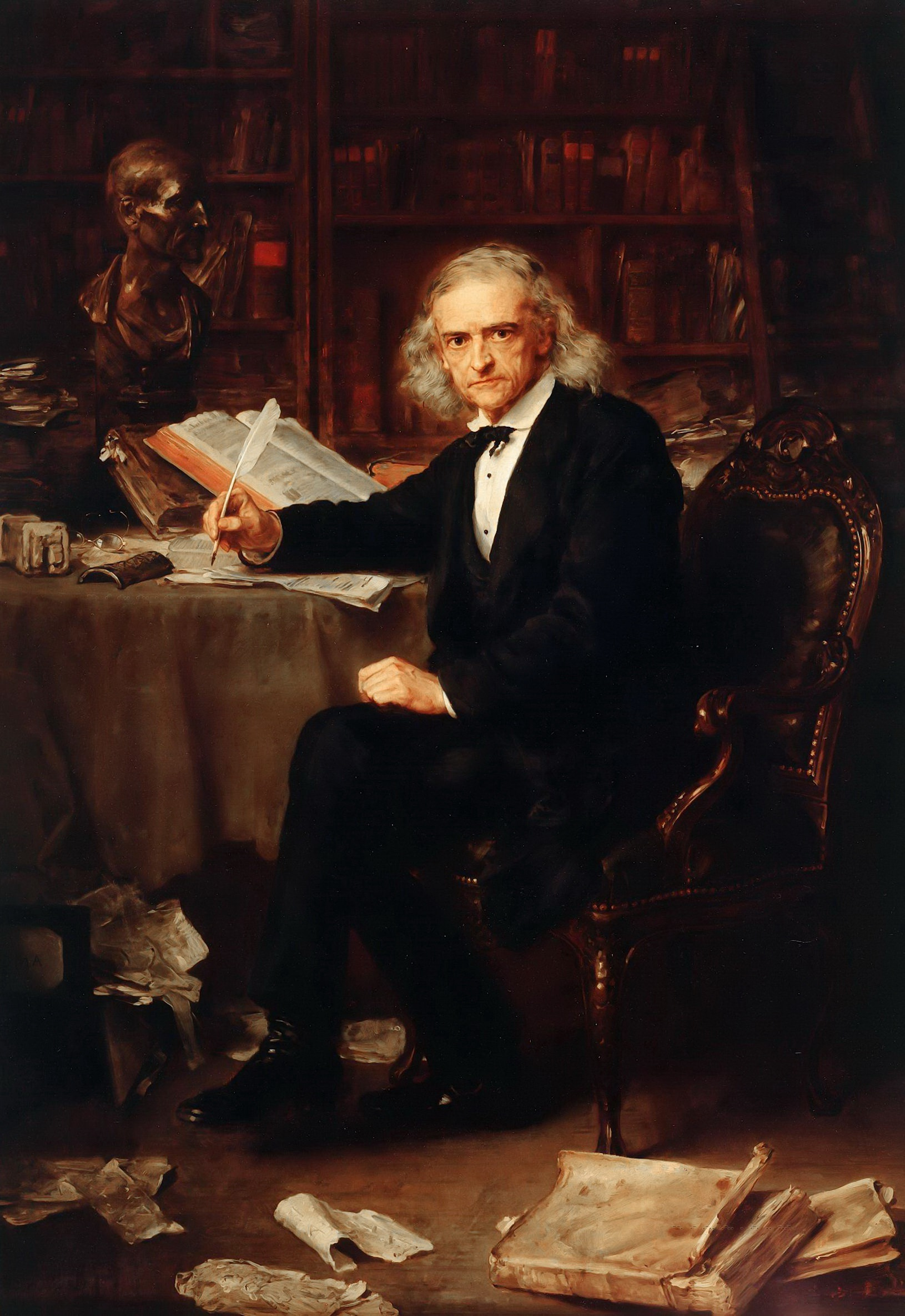
Theodor Mommsen um 1881

Karl August von Cohausen

## Voraussetzungen
Der um 100 nach Christus entstandene Obergermanisch-Raetische Limes, seit 2005 Weltkulturerbe der UNESCO, interessierte als Außengrenze des Römischen Reichs schon seit dem 16. Jahrhundert die Gelehrten. Als Erster beschäftigte sich Aventinus mit einem vermeintlichen Teil des Limes bei Eichstätt, das er dem Kaiser Probus zuschrieb. Bis ins 19. Jahrhundert wurden immer wieder Theorien zum Limes aufgestellt. Besondere Achtung verdient Christian Ernst Hanßelmann, der im 18. Jahrhundert Zusammenhänge zwischen der rätischen Mauer in Bayern und Mauerresten im Taunus erkannte. Zunehmend wurden die archäologischen Reste inventarisiert und geschützt. Besonders tat sich dabei der Verein für Altertumskunde in Ellwangen hervor, der 1819 größere Untersuchungen begann.
1852 wurde die Commission zur Erforschung des Limes Imperii Romani gegründet. Mehrere Vereine versuchten die Erforschung systematisch und über die staatlichen Grenzen hinweg zu betreiben. Doch wollten die noch selbstständigen Staaten des Deutschen Bundes auch nach der Reichseinigung auf ihrem Territorium die Kulturhoheit wahren. So wurden 1877 und 1888 im Königreich Württemberg sowie 1880 im Großherzogtum Hessen und im Großherzogtum Baden staatliche Limeskommissionen eingesetzt, die an mehreren Stellen auch erfolgreich die Verläufe des Limes nachweisen konnten. Doch konnten diese Einzelforschungen bei weitem nicht alle Fragen beantworten.
Seit 1883 drang ein Kreis von Forschern und Interessierten um den Althistoriker Theodor Mommsen, der schon seit der Reichsgründung die Organisation und Finanzierung einer zentralen Limesforschung forderte, auf eine Lösung. Ein erster Anlauf scheiterte 1873 an der Personalfrage, ein zweiter Anlauf führte 1878 immerhin zu einem Organisationsplan. Zu denen, die das Projekt vorantrieben, gehörten neben Theodor Mommsen, Generalmajor a. D. Karl von Veith, Vertreter des preußischen Generalstabs, Heinrich von Sybel, Georg Waitz und Richard Schöne. Die Arbeit sollte mit Unterstützung ortskundiger Personen von Offizieren betrieben werden. Als Kosten wurden 150.000 Reichsmark veranschlagt. Doch scheiterte das Vorhaben 1882 letztlich im Reichstag, weil der Abgeordnete Wilhelm Oechelhäuser Anstoß an der Leitung des Generalstabs und der Berliner Dominanz des Projekts genommen hatte.
Weitere Vorstöße Mommsens scheiterten zunächst daran, dass er in politische Gegnerschaft zu Otto von Bismarck geraten war und dessen Rückhalt verloren hatte.

## Gründung

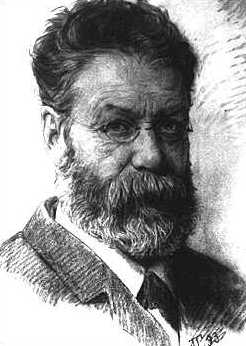
Eduard Paulus

Wilhelm Conrady

Nachdem sich Mommsen jedoch an seine Kollegen in den südlichen Ländern des Reiches, vor allem an Heinrich von Brunn, gewandt hatte, konnte durch deren Kontakte endlich ein Vertrag zwischen den fünf beteiligten Staaten geschlossen werden. Am 28. Dezember 1890 kam es in Heidelberg zu einer Limeskonferenz. Alle fünf Staaten schickten eigene Vertreter. Baden wurde von Karl Zangemeister und Ernst Wagner, Bayern von Karl Popp und Heinrich von Brunn, Hessen von Friedrich Kofler, Preußen von Friedrich Wilhelm von Leszynski, Heinrich Nissen und Mommsen, Württemberg von Ernst von Herzog und Eduard Paulus vertreten. Zusätzlich nahmen Wilhelm Conrady und Louis Jacobi teil. Indirekt war die Auswahl von Mommsen gesteuert worden. Alle Berufenen hatten sich zuvor schon mit der Limesforschung beschäftigt. Bindende Beschlüsse waren nicht möglich, es wurde aber die Empfehlung ausgesprochen, eine Kommission aus acht Personen zu gründen. Jeweils ein Vertreter der betroffenen Staaten, je ein Mitglied der Königlich-Preußischen und der Bayerischen Akademie der Wissenschaften und einem zweiten Vertreter aus Württemberg, wo die längste Strecke des Limes verlief. Sitz sollte Heidelberg sein, der Limes in Abschnitte („Strecken“) unterteilt werden, die durchnummeriert und ehrenamtlichen Streckenkommissaren zugeteilt werden sollten. Streckenkommissare sollten vorzugsweise Gymnasiallehrer, Leiter örtlicher Vereine und Offiziere sein. Für das Projekt wurden fünf Jahre und ein Etat von 130.000 Reichsmark veranschlagt. Einen Tag später erhöhte man diesen Betrag vorsichtshalber auf 200.000 Reichsmark. Das Arbeitsprogramm wurde ohne Einwand gebilligt.
Alles schien nach Plan zu laufen, die erste Rate wurde im September 1891 überwiesen. Doch dann lehnte die Budgetkommission des Reichstages aus finanziellen Gründen die weitere Übernahme der Kosten ab. Aber auch persönliche Motive spielten eine Rolle. Am 16. Januar 1892 kam es zu einer Debatte im Reichstag, in deren Verlauf Mommsen sogar des Plagiates der Ideen Karl August von Cohausens beschuldigt und persönlich angegriffen wurde. Rudolf Virchow verteidigte Mommsen und schließlich wurde der Etat freigegeben.

## Aufnahme der Arbeit

Ausgrabungen zur Zeit der Kommission. Hier die Porta Decumana des Kastells Holzhausen

Protokoll der konstituierenden Sitzung 1892

Ausgrabungen zur Zeit der Kommission. Hier die Thermen des Kastells Heddesdorf

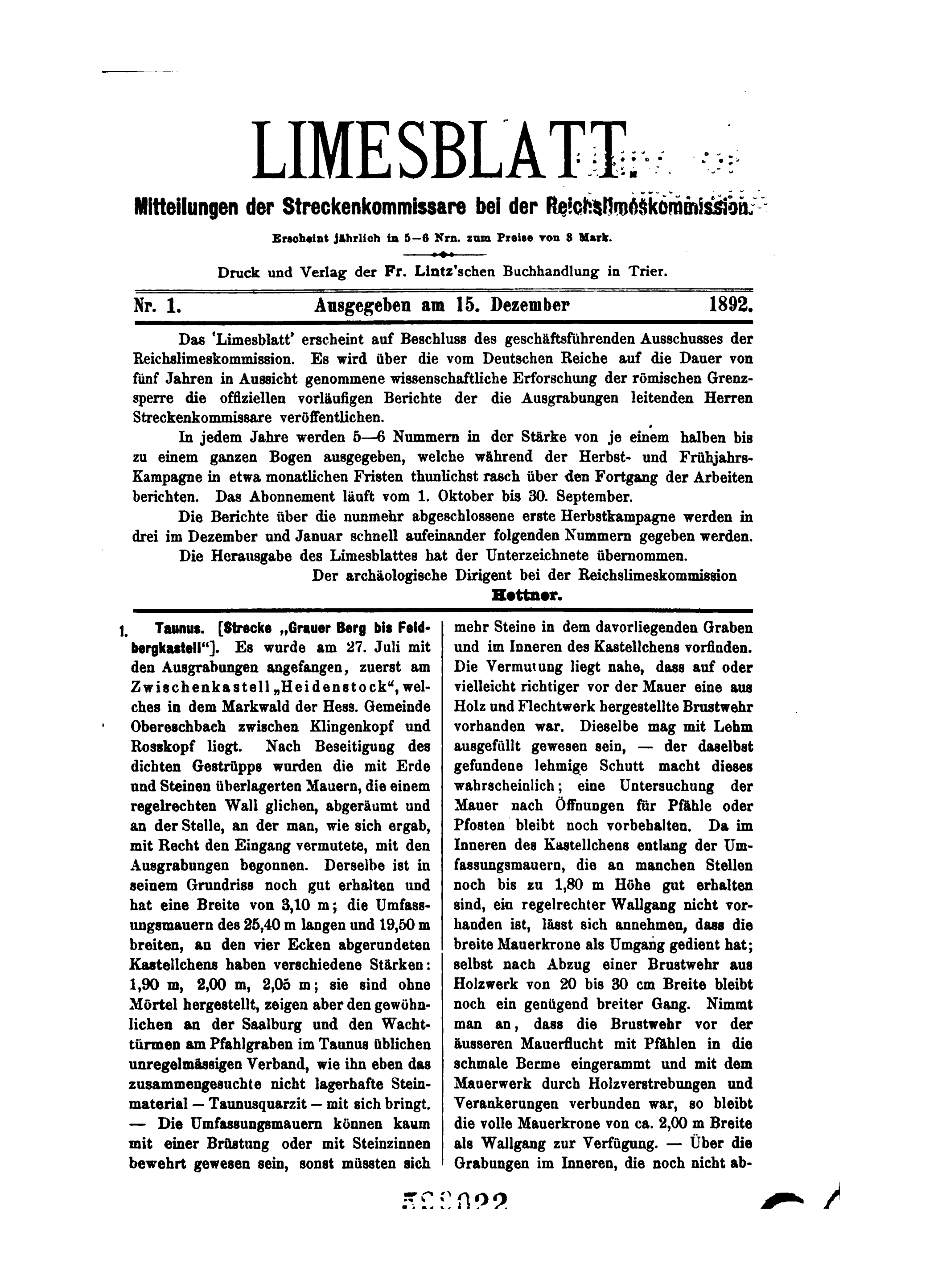
Erstes Heft des Limesblattes, Dezember 1892

Titelblatt der 25 Lieferung zum ORL, Juni 1905

So kam es vom 7. bis zum 9. April 1892 zur ersten beschlussfähigen Sitzung der Limeskommission in Berlin. Die Teilnehmer entsprachen bis auf Jacobi und Paulus denen der Heidelberger Sitzung. Hessen schickte jetzt Wilhelm Soldan, Preußen nun auch Cohausen, der auf Mommsens Betreiben zur Heidelberger Sitzung nicht eingeladen worden war. Außerdem nahmen der Düsseldorfer Landesdirektor Wilhelm Klein und der hohe Ministerialbeamte Friedrich Althoff sowie als Vertreter des Reichsamtes für das Innere der Geheime Oberregierungsrat Schroeder teil. Weitgehend wurden die Beschlüsse der ersten Sitzung bestätigt, wichtigste Neuerung war, dass ein geschäftsführender Ausschuss eingerichtet wurde, dem Zangemeister als Vorsitzender sowie Herzog und Popp angehörten. Mit Zustimmung der beteiligten Regierungen wurde das Statut am 17. Mai in Kraft gesetzt. Am 6. und 7. Juni 1892 fand in Heidelberg die konstituierende Sitzung der Kommission statt. Mommsen wurde zum Vorsitzenden, Brunn zu seinem Stellvertreter gewählt. Nach jahrzehntelangen Vorarbeiten konnte nun die Arbeit beginnen. Archäologischer Leiter der Untersuchungen war bis 1898 der Trierer Museumsdirektor Felix Hettner.
Die Arbeiten der Kommission waren äußerst ergiebig und zogen sich vor allem wegen der Erforschung der Kastelle über mehr als vier Jahrzehnte hin. Seit 1902 war Ernst Fabricius (Professor für Alte Geschichte in Freiburg) Leiter der Reichs-Limeskommission. Die Publikationsreihe, das „Limeswerk“, Der obergermanisch-raetische Limes des Roemerreiches, erschien zwischen 1894 und 1937 in 56 Lieferungen. 
Den Verlauf der Strecke teilte die Kommission folgendermaßen auf, wobei man sich an den damaligen Verwaltungsgrenzen orientierte:
- Strecke 1: Rheinbrohl–Bad Ems
- Strecke 2: Bad Ems–Adolfseck bei Bad Schwalbach
- Strecke 3: Adolfseck bei Bad Schwalbach–Taunus–Köpperner Tal
- Strecke 4: Köpperner Tal–Wetterau–Marköbel
- Strecke 5: Marköbel–Groß-Krotzenburg am Main
  - Strecke 6a: Seligenstadt–Wörth am Main (ältere Mainlinie)
  - Strecke 6b: Trennfurt (Klingenberg am Main)–Miltenberg
- Strecke 7: Miltenberg–Rehberg
- Strecke 8: Rehberg–Walldürn–Buchen (Odenwald)–Osterburken–Jagsthausen (neuere Odenwaldlinie)
- Strecke 9: Jagsthausen–Welzheim–Haghof
- Strecke 10: Wörth am Main–Bad Wimpfen (ältere Odenwaldlinie)
- Strecke 11: Bad Wimpfen–Köngen (Neckarlinie)
- Strecke 12: Haghof–Lorch (Ende des obergermanischen Limes), (Beginn des raetischen Limes)–Aalen–Mönchsroth
- Strecke 13: Mönchsroth–Gunzenhausen
- Strecke 14: Gunzenhausen–Weißenburg–Kipfenberg
- Strecke 15: Kipfenberg–Kastell Eining

## Wertung
Die Arbeit der Kommission gilt als eine der Pioniertaten der Aufarbeitung der provinzialrömischen Archäologie. In der Nachfolge dieser Forschungsarbeiten wurde viel zum Erhalt des Limes getan. So wurde beispielsweise das Kastell Saalburg im Taunus im Jahre 1897 auf Anregung von Kaiser Wilhelm II. teilweise rekonstruiert.

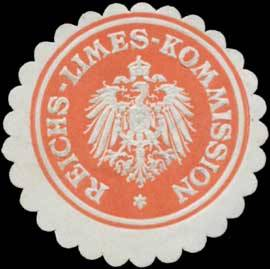
Limeskommission, Siegelmarke

## Ende
Die Reichs-Limeskommission wurde 1937 aufgelöst. Sie ging in der Römisch-Germanischen Kommission des Deutschen Archäologischen Instituts auf, die ihren archivalischen Nachlass verwahrt.
Seit 2003 besteht als Nachfolgeorganisation die Deutsche Limeskommission, die im Zusammenhang mit der Anmeldung des Obergermanisch-Raetischen Limes zum Weltkulturerbe der UNESCO gegründet wurde.

## Publikationen
- Ernst Fabricius, Friedrich Leonhard, Felix Hettner, Oscar von Sarwey (u. a.): Der obergermanisch-raetische Limes des Roemerreiches. Hrsg. von der Reichs-Limes-Kommission. mind. 15 Bde. O. Petters, Heidelberg-Berlin-Leipzig 1894–1937 (Codex-Verlag, Böblingen 1973 (teilw. Nachdr.), Greiner, Remshalden 2005ff. (teilw. Nachdr.). ISBN 3-935383-72-X).
- Jürgen Oldenstein (Hrsg.): Fundindex zu Der obergermanisch-raetische Limes des Römerreiches. Zabern, Mainz 1982, ISBN 3-8053-0549-4.
- Reichs-Limes-Kommission (Hrsg.): Arbeitsplan. Heidelberg 1892–1898. (Druckausgaben und Verfilmungen UB Heidelberg).
- Bericht über die Arbeiten der Reichslimeskommission. de Gruyter, Berlin 1892–1897, Reimer, Berlin 1898–1903. (Druckausgaben und Verfilmungen Heidelberg UB, Speyer Pfälzische LB).
- Jahresbericht der Dirigenten, auf Grund d. § 9 d. Statuts d. Reichs-Limes-Kommission. Freiburg Br.-Trier-Charlottenburg 1892–1904. (Druckausgaben und Verfilmungen UB Heidelberg u. a.).
- Limesblatt. Mitteilungen der Streckenkommissare bei der Reichslimeskommission. Trier 1, 1892 – 7, 1903, Nr. 1–35 (Digitalisat der UB Heidelberg).